# 상덕로 (부산)
상덕로는 부산광역시 강서구 죽림동 죽림삼거리와 강동동 덕천사거리를 잇는 부산광역시의 도로이다. 전 구간 부산광역시도 제1501호선으로 지정되어 있다. '상덕로'라는 명칭은 이 도로가 지나는 지역(상덕 마을)의 옛 지명이 상덕(上德) 이기 때문에 붙여졌다.

## 주요 경유지
부산광역시
- 강서구 죽림동 - 강동동

## 노선
| 이름                | 접속 노선                              | 소재지     | 소재지 | 비고 |
| ------------------- | -------------------------------------- | ---------- | ------ | ---- |
| 죽림삼거리          | 부산광역시도 제15호선 (가락대로)       | 부산광역시 | 강서구 | 시점 |
| 강동교              |                                        | 부산광역시 | 강서구 |      |
| 덕도초등학교 (폐교) |                                        | 부산광역시 | 강서구 | 폐교 |
| 덕천사거리          | 부산광역시도 제21호선 (제도로) 득천2길 | 부산광역시 | 강서구 | 종점 |

## 주요 건물 및 시설
- 덕도초등학교 (부산광역시 강서구 상덕로 113)